# Lirim Zendeli
Lirim Zendeli (Bochum, 1999. október 18. –) albán származású német autóversenyző.

## Pályafutása

### A kezdetek
A pályafutását gokartozással kezdő és 2014-ben junior bajnoki címet szerzett. 2016 és 2018 között a Németországban futó ADAC Formula–4-ben versenyzett. Első évében egyetlen dobogós helyezést szerzett Zandvoortban, és az összetettbeli 13. helyen zárt. 
2017-ben 3 futamgyőzelmet is szerzett. Az év végén a 4. pozícióban végzett. 2018-ban az US Racing-CHRS csapatához igazolt, és megnyerte a bajnoki címet.

### Formula–3
2019-ben az FIA Formula–3 bajnokságban versenyzett a Sauber Junior Team by Charouz csapatánál. Csak hat pontot gyűjtött, eggyel kevesebbet, mint csapattársa, Fabio Scherer, és a 18. lett a bajnokságban. 
2020-ra az olasz Trident csapatához szerződött David Beckmann és Olli Caldwell csapattársaként. Első Formula–3-as dobogós helyezését a Red Bull Ringen rendezett második futamon szerezte, ahol az esős körülmények között végzett a második helyen. Silverstone-ban a sprintfutamon a verseny nagy részében vezette a mezőnyt, a futam végén pedig Bent Viscaallal vívott nagy csatát a győzelemért és egészen az utolsó kanyarig esélye volt a győzelemre, de végül a holland pilóta 0,189 másodperces előnnyel szerezte meg az elsőséget. Spa-ban megszerezte első pole-pozícióját, majd első futamgyőzelmét is a sorozatban. Mugellóban újabb első rajtkockát szerzett, azonban az első körben összeütközött a bajnoki éllvas Logan Sargeanttel és kiesett. Összességében egy futamgyőzelmet és két második helyet szerzett, ezzel a pontverseny 8. helyén zárt 104 ponttal.
2022. május 18-án korábbi alakulata, a Charouz Racing System visszahívta a 2022-es évad harmadik fordulójára, Barcelonába, hogy helyettesítse  honfitársát, David Schumachert.

### Toyota Racing Series
A 2019-es Formula–3-as idénye után a 2020-as téli időszakban a Toyota Racing Seriesben versenyzett Új-Zélandon. Négy dobogós helyet szerzett, a bajnokság 8. helyén zárt kerek 200 ponttal.

### Formula–2
2020. december 16-án a holland MP Motorsport bejelentette szerződtetését az FIA Formula–2 bajnokság 2021-es szezonjára. A második sprintversenyen összeért Christian Lundgaarddal, amelynek következtében defektet kapott és kiesett. Első pontjait május 22-én szerezte Monacóban. Eredetileg a 8. helyen ért célba, de a futamgyőztes, Liam Lawson utólagos kizárása után fellépett a 7. pozícióba. 2021 novemberében, nem sokkal a Szaúd-Arábiai hétvége előtt bejelentette, hogy nem fejezi be az idényt anyagi nehézségei miatt. Helyére Clément Novalak ült be.

### Sportautózás
2021 júliusában indult a T3 Motorsport Audi R8 LMS GT4-esével a DTM-kupában, vendégként a Nürburgringen. A bajnokság a DTM utánpótlásának számít. Novemberben egy újoncteszten vezethette a Haupt Racing Team, DTM csapat Mercedes AMG GT3 Evo versenyautóját a francia Paul Ricard aszfaltcsíkon.

## Eredményei

### Karrier összefoglaló
| Szezon | Bajnokság                           | Csapat                        | Verseny | Győzelem | Pole | Leggyorsabb kör | Dobogós helyezés | Pont | Helyezés |
| ------ | ----------------------------------- | ----------------------------- | ------- | -------- | ---- | --------------- | ---------------- | ---- | -------- |
| 2016   | ADAC Formula–4                      | ADAC Berlin-Brandenburg e.V.  | 24      | 0        | 0    | 2               | 1                | 84   | 13.      |
| 2017   | ADAC Formula–4                      | ADAC Berlin-Brandenburg e.V.  | 21      | 3        | 3    | 1               | 5                | 164  | 4.       |
| 2018   | ADAC Formula–4                      | US Racing - CHRS              | 21      | 10       | 7    | 8               | 13               | 348  | 1.       |
| 2019   | Formula–3                           | Sauber Junior Team by Charouz | 14      | 0        | 0    | 0               | 0                | 6    | 18.      |
| 2019   | Formula Regionális Európa-bajnokság | US Racing                     | 3       | 0        | 0    | 0               | 2                | 42   | 14.      |
| 2020   | Toyota Racing Series                | Giles Motorsport              | 15      | 0        | 0    | 0               | 4                | 200  | 8.       |
| 2020   | Formula–3                           | Trident                       | 18      | 1        | 2    | 1               | 3                | 104  | 8.       |
| 2021   | Formula–2                           | MP Motorsport                 | 17      | 0        | 0    | 0               | 0                | 13   | 17.      |
| 2021   | DTM-kupa                            | T3 Motorsport                 | 2       | 0        | 0    | 0               | 0                | 0    | HN‡      |
| 2022   | Formula–3                           | Charouz Racing System         | 0       | 0        | 0    | 0               | 0                | 0    | —        |

* A szezon jelenleg is zajlik.
‡ Mivel vendégpilóta volt, ezért nem részesült bajnoki pontokban.

### Teljes FIA Formula–3-as eredménysorozata
(Táblázat értelmezése)

(Félkövér: pole-pozícióból indult; dőlt: leggyorsabb kört futott) 

| Év   | Csapat                | 1          | 2          | 3           | 4           | 5          | 6          | 7           | 8           | 9          | 10         | 11         | 12          | 13         | 14         | 15         | 16         | 17        | 18         | Helyezés | Pont |
| ---- | --------------------- | ---------- | ---------- | ----------- | ----------- | ---------- | ---------- | ----------- | ----------- | ---------- | ---------- | ---------- | ----------- | ---------- | ---------- | ---------- | ---------- | --------- | ---------- | -------- | ---- |
| 2019 | Sauber Junior Team    | ESP FEA 14 | ESP SPR 11 | FRA FEA Ki  | FRA SPR 16  | AUT FEA 8  | AUT SPR 7  | GBR FEA 15  | GBR SPR 9   | HUN FEA Ki | HUN SPR 20 | BEL FEA 22 | BEL SPR 22† | ITA FEA Ki | ITA SPR 18 | RUS FEA Vi | RUS SPR Vi |           |            | 18.      | 6    |
| 2020 | Trident               | AUT1 FEA 5 | AUT1 SPR 5 | AUT2 FEA 2‡ | AUT2 SPR 10 | HUN FEA Ki | HUN SPR 16 | GBR1 FEA 13 | GBR1 SPR 11 | GBR2 FEA 9 | GBR2 SPR 2 | ESP FEA 12 | ESP SPR 16  | BEL FEA 1  | BEL SPR 8  | ITA FEA 7  | ITA SPR 4  | MUG FEA 4 | MUG SPR Ki | 8.       | 104  |
| 2022 | Charouz Racing System | BHR SPR    | BHR FEA    | IMO SPR     | IMO FEA     | ESP SPR 20 | ESP FEA 15 | GBR SPR     | GBR FEA     | AUT SPR    | AUT FEA    | HUN SPR    | HUN FEA     | BEL SPR    | BEL FEA    | NED SPR    | NED FEA    | ITA SPR   | ITA FEA    | 31.      | 0    |

† A versenyt nem fejezte be, de helyezését értékelték, mert a versenytáv több, mint 90%-át teljesítette.
‡ A versenyt félbeszakították, és mivel nem teljesítették a táv 75%-át, így csak a pontok felét kapta meg.

### Teljes FIA Formula–2-es eredménysorozata
(Táblázat értelmezése)

(Félkövér: pole-pozícióból indult; dőlt: leggyorsabb kört futott) 

| Év   | Csapat        | 1         | 2          | 3          | 4          | 5         | 6          | 7          | 8          | 9          | 10         | 11        | 12        | 13          | 14         | 15        | 16         | 17        | 18         | 19      | 20      | 21      | 22      | 23      | 24      | Helyezés | Pont |
| ---- | ------------- | --------- | ---------- | ---------- | ---------- | --------- | ---------- | ---------- | ---------- | ---------- | ---------- | --------- | --------- | ----------- | ---------- | --------- | ---------- | --------- | ---------- | ------- | ------- | ------- | ------- | ------- | ------- | -------- | ---- |
| 2021 | MP Motorsport | BHR SP1 9 | BHR SP2 Ki | BHR FEA 18 | MON SP1 15 | MON SP2 7 | MON FEA Ki | AZE SP1 13 | AZE SP2 Ki | AZE FEA 10 | GBR SP1 11 | GBR SP2 9 | GBR FEA 9 | ITA SP1 15† | ITA SP2 12 | ITA FEA 7 | RUS SP1 10 | RUS SP2 T | RUS FEA 16 | KSA SP1 | KSA SP2 | KSA FEA | UAE SP1 | UAE SP2 | UAE FEA | 17.      | 13   |

† A versenyt nem fejezte be, de helyezését értékelték, mert a versenytáv több, mint 90%-át teljesítette.